# Ostman von der Leye

Wappen der Ostman von der Leye im Wappenbuch des Westfälischen Adels

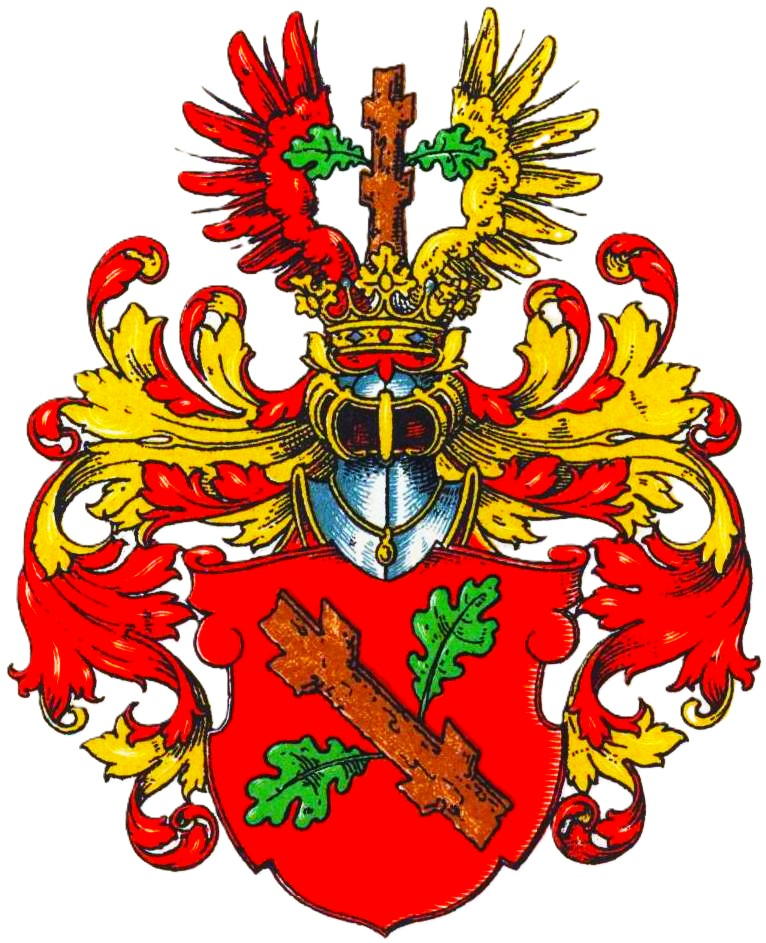
Wappen der Freiherren Ostmann von der Leye im Wappenbuch des Westfälischen Adels

Ostman von der Leye, auch Ostmann von der Leye, ist der Name eines westfälischen Adelsgeschlechts, das später auch im Königreich Hannover zu Besitz und Ansehen gelangte. Zweige der Familie bestehen bis heute.

## Geschichte
Die Stammreihe der Familie beginnt mit Detmar Armbosterer genannt Ostmann, der 1549 als Bürger in Wiedenbrück erscheint.
Franz Ostmann (* 1645; † 1719), fürstbischöflich osnabrückischer Geheimrat und Vizekanzler, erwarb 1680 das Gut Leye und errichtete 1703 ein Herrenhaus. Das herrschaftliche Anwesen ist bis heute im Besitz der Familie. Er wurde am 24. September 1705 zu Wien für seine Verdienste in den Reichsritter- und erbländisch-österreichischen Adelsstand mit dem Prädikat von der Leye erhoben. Sixt Anton († 1745), sein Sohn aus Ehe mit Catharina Jofina von Stael zu Sutthausen, erhielt 1741 ein Bestätigungsdiplom für den Reichsadelsstand.

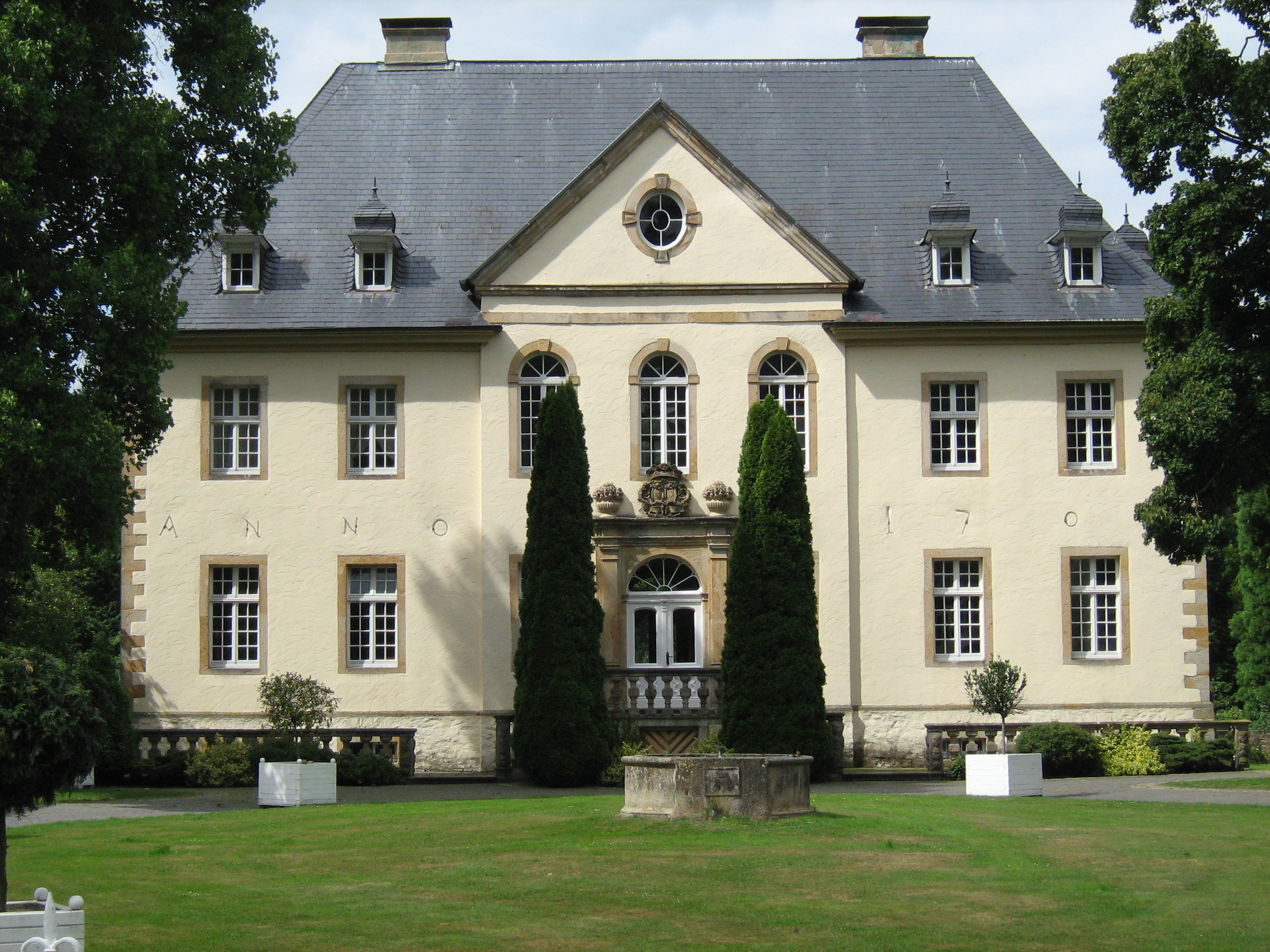
Gut Leye
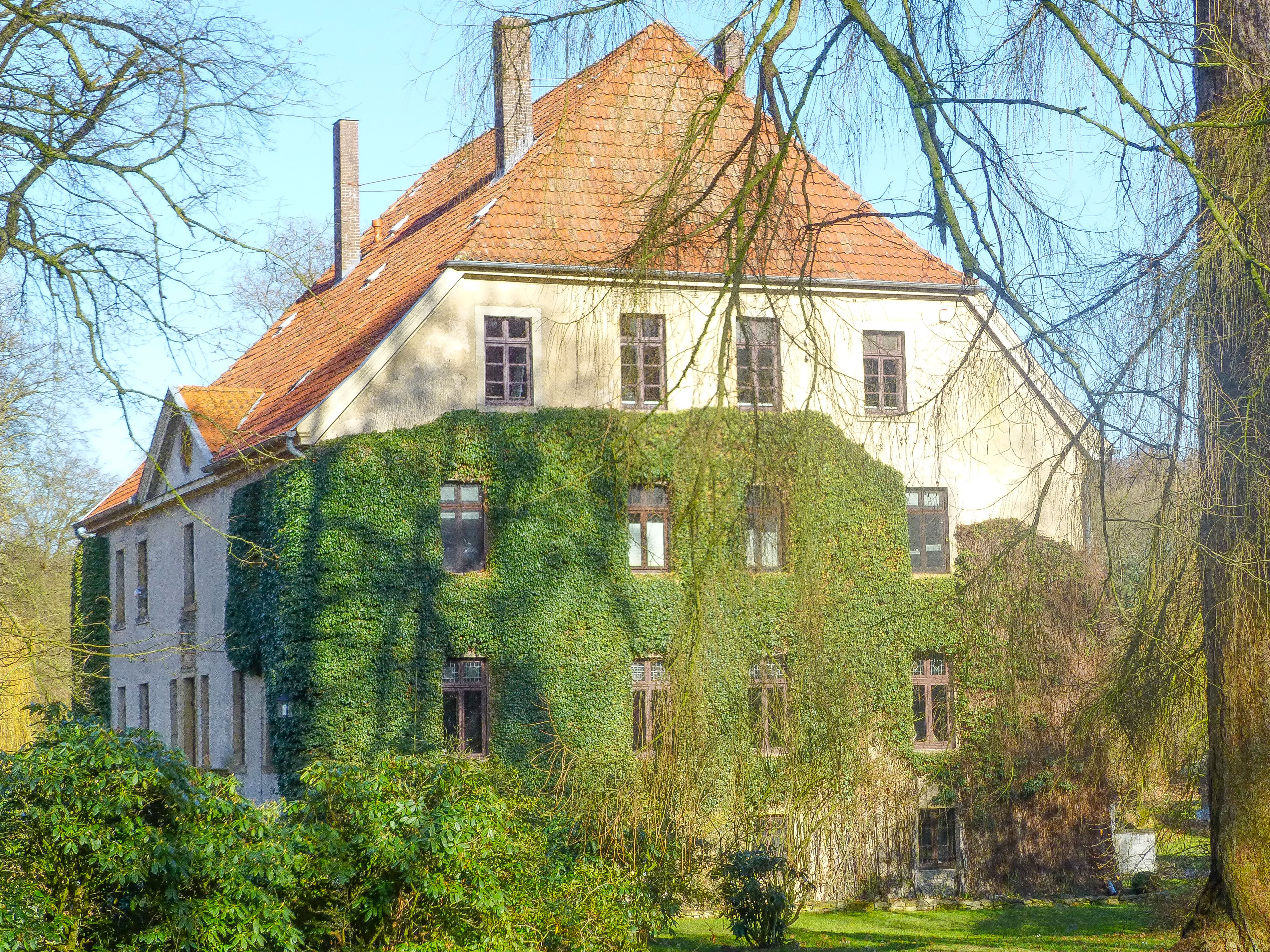
Schloss Honeburg

Während des 18. Jahrhunderts gehörte das Geschlecht auch zum münsterländischen Adel, da sie Eigenbehörige in der Grafschaft Tecklenburg besaßen. 1793 erwarb die Familie durch Heirat Schloss Honeburg und das Gut Altenhagen (in Hagen am Teutoburger Wald). 
Ludwig Freiherr Ostman von der Leye, Landschaftsrat der Osnabrückischen Ritterschaft und Fideikommissherr auf Leye, Honeburg, Stockum, Altenhagen und Wachhort, erhielt am 28. Februar 1884 durch ein Reskript des Heroldsamtes zu Berlin eine preußische Anerkennung zur Führung des Freiherrentitels. 1869 hatte er das Gut Stockum erworben. 
Die Güter Leye, Honeburg und Altenhagen sind heute im Besitz von Dominik Freiherr Ostman von der Leye.

## Wappen
Blasonierung des Stammwappens: In Rot einen schrägrechts liegenden, beiderseits mit zwei gestümmelten Zweigen versehenen gestümmelten natürlichen Eichenast, aus dem an jeder Seite ein grünes Eichenblatt treibt. Auf dem gekrönten Helm mit rot-silbernen Helmdecken ein schrägrechtsstehender Eichenast zwischen einem offenen roten Flug.
Blasonierung des Freiherrenwappens: Schild wie das Stammwappen. Auf dem gekrönten Helm mit rot-goldenen Decken ein aufrechtstehender Eichenast zwischen einem offenen roten Flug, der rechte Flügel rot, der linke golden.

## Familienmitglieder
- Florenz Conrad Ostman von der Leye (1766–1831), Mitglied der Reichsstände im Königreich Westphalen
- Clemens August Ostman von der Leye (1861–1933), von 1917 bis 1919 Landrat des Landkreises Osnabrück
- Hedwig Ostman von der Leye (1866–1944), deutsche Malerin
- Wilderich Freiherr Ostman von der Leye (1923–1990), deutscher Politiker (SPD)